# Jill Barklem
Jill Barklem, née Gillian Gaze le 23 mai 1951 à Epping (Essex) et morte le 15 novembre 2017 à Londres (Angleterre), est une auteure et illustratrice britannique de livres pour enfants.
Elle a étudié l'illustration à la Saint Martin's School of Art de Londres. Elle est connue pour sa série Brambly Hedge (publiée en France sous le titre Les Souris des quatre saisons). La série comprend quatre premiers livres publiés en 1980 qui racontent le quotidien de souris durant les quatre saisons de l'année, et quatre histoires supplémentaires publiées entre 1983 et 1994.
Les huit livres ont été adaptés en courts-métrages d'animation en stop-motion, les quatre premiers par Cosgrove Hall Films (1996-1997) et les quatre autres par Hot Animation (en) (1998-2000).

## Ouvrages
- Le Printemps (Spring Story)
- L'été (Summer Story)
- L'Automne (Autumn Story)
- L'Hiver (Winter Story)
- Le Secret de l'escalier (The Secret Staircase)
- Le Trésor des collines (The High Hills)
- Aventure salée ! (Sea Story)
- Un Déménagement surprise (Poppy's Babies)

## Personnages
- Wilfried Toadflax : jeune souriceau, habite l'aubépinier
- Teasel, Clover et Catkin Toadflax : frère et sœurs de Wilfried
- M. et Mme Toadflax : parents de Wilfried
- M. Apple : gardien de la réserve, habite le pommier sauvage
- Mme Apple : femme de M. Apple
- Lady Daisy Woodmouse : fille de M. Apple, habite au palais du vieux chêne
- Lord Woodmouse : mari de Lady Woodmouse
- Primrose Woodmouse : fille de Lord et Lady Woodmouse
- Basil : caviste, habite le sureau
- Poppy Eyebright : laitière
- Dusty Dogwood : meunier
- Le vieux campagnol : vit dans une touffe d'herbe au milieu du champ
- Flax et Lilly : tisserands

## Synopsis
Toutes les histoires se passent dans le Buisson-aux-Mûres, où les souris ont un village formé de maisons creusées dans les arbres. Les histoires sont toutes illustrée par l'auteure.

### Le Printemps (Spring Story)
À l'occasion de l'anniversaire de Wilfried, un pique nique surprise est organisé.

### L'été (Summer Story)
Poppy Eyebright et Dusty Dogwood tombent amoureux et décident de se marier. On assiste à l'organisation et à la célébration du marriage.

### L'Automne (Autumn Story)
Lors de la récolte des graines, Primerose rencontre un couple de souris des champs puis se perd dans les galleries d'une maison souterraine 

### L'Hiver (Winter Story)
Un grand bal des neiges est organisé lors des premières neiges de l'hiver au Buisson-aux-Mûres

### Le Secret de l'escalier (The Secret Staircase)
À l'occasion du solstice d'hiver, Wilfried et Primerose découvrent une partie cachée du palais du vieux chêne et y révisent la poésie qu'ils doivent déclamer lors de la soirée.

### Le Trésor des collines (The High Hills)
M. Apple doit aller livrer des couvertures dans les collines et Wilfried décide de l'accompagner, persuadé qu'il y trouvera de l'or.

### Aventure salée! (Sea Story)
À court de sel, Dusty et Poppy emmènent Wilfried et Primerose en bateau jusqu'à la mer pour aller en récupérer à la Baie-des-Sables.

### Un Déménagement surprise (Poppy's Babies)
Le moulin est devenu vraiment trop bruyant pour que Poppy élève tranquillement ses enfants, Dusty décide donc de lui faire une surprise et de rénover une maison pour qu'ils s'y installent. 